# Edvard Grieg: String Quartets 1 & 2; Fugue EG 114
Edvard Grieg: String Quartets 1 & 2; Fugue EG 114 lub krócej Edvard Grieg - String Quartets – trzeci album polskiego kwartetu smyczkowego Meccore String Quartet. Został wydany na nośniku SACD wiosną 2017 przez niemiecką wytwórnię Musikproduktion Dabringhaus & Grimm. Płytę nominowano do Fryderyka 2018 w kategorii Najlepszy Album Polski Za Granicą.

## Lista utworów

### String Quartet No. 1 op. 27
- 1. G minor / sol mineur / g-moll
- 2. Un poco andante - Allegro molto ed agitato
- 3. Romanze. Andantino
- 4. Intermezzo. Allegro molto marcato - Più vivo e scherzando
- 5. Finale. Lento - Presto al saltarello

### String Quartet No. 2 EG 117
- 6. F major / fa majeur / F-dur
- 7. Sostenuto - Allegro vivace e grazioso
- 8. Allegro scherzando

### Fugue EG 114
- 9. F minor / fa mineur / f-moll
- 10. Allegro con fuoco

## Wykonawcy
- Meccore String Quartet
  - Jaroslaw Nadrzycki, skrzypce
  - Wojciech Koprowski, skrzypce
  - Michał Bryła, altówka
  - Karol Marianowski, wiolonczela